# موررونا
موررونا (به ایتالیایی: Morrona) یک منطقهٔ مسکونی در ایتالیا است که در تریچولا واقع شده‌است. موررونا ۳۶۸ نفر جمعیت دارد و ۱۹۰ متر بالاتر از سطح دریا واقع شده‌است.